# Ramal Mendoza-Eugenio Bustos
El Ramal Mendoza - Eugenio Bustos pertenece al Ferrocarril General San Martín, Argentina.

## Ubicación
Se halla íntegramente en la zona oeste de la provincia de Mendoza.

## Características
Era un ramal secundario de la red del Ferrocarril General San Martín con una extensión de 97 km entre la capital mendocina y Eugenio Bustos, corriendo en un principio de su recorrido superpuesto al Circuito Luján de Cuyo

## Historia
Fue inaugurado en 1923 por el Ferrocarril Buenos Aires al Pacífico. En 1948 con la nacionalización de los ferrocarriles, pasó a la órbita del Ferrocarril General San Martín

## Servicios
El ramal se encuentra abandonado y sin servicio. Supo ser usado para transporte de cargas de los viñedos de la zona.